# 최영희 (1921년)
최영희(崔榮喜, 1921년 3월 1일 일제 강점기 조선 경성부 출생 ~ 2006년 1월 11일 대한민국 서울에서 별세.)는 튀르키예 주재 대한민국 대사·국방부 장관·4선 국회의원 등을 지낸 대한민국의 군인, 정치인, 외교관이었다.
그는 한국 전쟁의 지휘관이었으며 육군 중장 전역 이후 국방부 장관과 국회의원을 지냈다.

## 생애
육군 중장으로 육군참모총장과 연합참모총장을 지냈다. 제7대 민주공화당 소속 전국구 의원으로 국회의원이 되었으며, 그 후 제10대까지 민주공화당과 유신정우회를 거치며 4선 국회의원을 지냈다.
본관은 수성(隋城)이고 호는 벽파(碧波)이다. 경성부에서 출생하였으며 지난날 한때 경상북도 포항에서 잠시 유아기를 보낸 적이 있고 훗날 경기도 수원에서 잠시 유년기를 보낸 적이 있다.
15대 국회의원을 지낸 김상우 前 교수는 그의 사위 중 한 명이다.
경성삼판심상소학교(현재 서울삼광초등학교) 시절 동창 유재흥 예비역 대한민국 육군 중장과는 훗날 군사영어학교 동기로도 임관하여 이후 대한민국 육군 중장 예편할 때까지 그와 함께 국군 전우로 지냈다.
2006년 1월 11일 별세하였다. 장례는 육군장으로 치러졌고, 국립대전현충원 장군묘역에 안장되었다.

## 학력
- 1940년 : 경성 휘문고등보통학교 졸업(32회) - (휘문고보 시절 역도와 유도 등으로써 성적 우수)
- 1944년 2월 : 센슈 대학 법학 학사
- 1946년 : 군사영어학교 1기
- 1947년 : 통위부 보병학교 졸업
- 1948년 : 육군공병학교 졸업
- 1949년 : 육군보병학교 졸업
- 1952년 : 미국 육군지휘참모대학교 졸업
- 1962년 2월 : 미국 조지 워싱턴 대학교 대학원 정치학 석사

### 명예 박사 학위
- 1976년 2월 : 중화민국 타이완 중화학술원 명예 철학박사

## 경력
- 1945년 9월 : 조선학병동맹(朝鮮學兵同盟)에 가입. 동경제대 법과대학 출신인 왕익권(王益權)이 제국주의 타도, 신조선의 건설, 치안유지의 협력 등을 내세우고 학병 출신들로 결성한 ‘조선학병동맹 ’에 가입하여 활동하였다. 그러나 왕익권 일파의 선동적이며 노골적인 공산주의적 편향에 회의를 갖게 된 학병 출신 3,000여 명은 학병동맹의 탈퇴를 선언하고, 이 중 일부는 ‘학병단(學兵團)’을 결성하여 학병동맹에 대항하였다. 학병단원 중 최영희를 비롯한 김종갑(金鍾甲), 민기식(閔機植), 강영훈(姜英勳), 이치업(李致業) 등은 열성적으로 좌파와 대립했던 단원들이었다.
- 1945년말 미 군정청이 군사영어학교를 설치하고 통역장교요원을 모집하자 최영희는 학병단원 일부와 함께 군사영어학교 입교
- 1946년 1월 군사영어학교 졸업
- 1946년 1월 조선국방경비대 육군 소위임관
- 1947년 4월 조선국방경비대 제6연대 2대대장
- 1948년 7월 조선국방경비대가 대한민국 국군으로 개편, 육군본부 초대 인사국 국장
- 1950년 4월 육군 제5사단 15연대 연대장
- 1950년 6월 한국전쟁 참전
- 1950년 7월 육군 제1사단 15연대 연대장
- 1950년 10월 육군 준장으로 승진
- 1950년 10월 이후 육군 보병 제1,8,15 사단장 - 8사단장 재임 중 강원도 횡성지구 전투에서 중공군에게 기록적으로 패배를 하였다
- 1951년 6월 국방부 장관 보좌관
- 1952년 5월 육군 소장 승진
- 1952년 6월 국방부 육군 제2국장
- 1952년 7월 육군본부 작전 참모부장
- 1953년 6월 육군 제15보병사단 사단장
- 1953년 9월 육군 제5군단 군단장
- 1954년 5월 육군 중장 승진
- 1956년 10월 육군 제2군사령부 사령관
- 1959년 2월 국군 제병교육총본부 총장
- 1960년 5월 정치적 이해관계에 얽혀있지 않다는 이유로 육군참모총장에 선출되었다. 대한민국 대통령 권한대행 겸 내각수반인 허정(許政)은 최경록을 육군참모총장에 채용하려 하였으나, 장면 민주당 대표최고위원과 인연이 있던 최경록은 허정의 참모총장직 제의를 사양하였었다.
- 1960년 8월 초 육군참모총장직 사퇴, 연합참모총장
- 1960년 10월 연합참모본부 고문.
- 1961년 2월 육군 중장 퇴역.
- 1962년 4월 내각수반으로부터 주 터키 특명전권대사에 임명되었고, 겸임으로 주 이란 특명전권대사,주 요르단 특명전권대사, 주사우디아라비아 특명전권대사 등 4개국 특명전권대사를 겸직하였다.[2]
- 1967년 7월 민주공화당 공천으로 제7대 국회의원 선거에 출마, 제7대 국회의원 당선
- 1968년 2월 국방부 장관
- 1971년 5월 제8대 국회의원 당선(경기도 평택 지역구)
- 1971년 7월 공화당 정책위원회 부의장 피선
- 1972년 10월 유신정우회 창당에 관여
- 1973년 3월 제9대 국회의원 당선
- 1973년 3월 국회 국방위원회 위원장 피선
- 1976년 3월 국회 외무위원회 위원장 피선
- 1979년 3월 유신정우회 소속으로 출마, 제10대 국회의원 당선
- 1979년 3월 유신정우회 원내총무
- 1979년 11월 유신정우회 의장 피선
- 1980년 12월 유신정우회 강제 해산
- 1981년 정계 은퇴
- 1984년 1월 사단법인 한국지역사회복리회 회장
- 1990년 10월 ~ 2000년 10월까지 사회복지법인 한국지역사회복리회 회장에 재선

## 상훈
- 1950년 12월 금성충무무공훈장
- 1951년 2월 은성충무무공훈장
- 1951년 3월 미국 은성무공훈장
- 1952년 5월 금성을지무공훈장
- 1952년 9월 미국 동성무공훈장
- 1952년 12월 동성충무무공훈장
- 1953년 5월 미국 근무공로훈장
- 1953년 6월 태극무공훈장
- 1953년 9월 은성을지무공훈장
- 1968년 5월 에티오피아 일등성장 명예훈장

## 같이 보기
- 한국 전쟁
- 민주공화당
- 유신정우회
- 송요찬
- 백선엽
- 채명신
- 이한림
- 최경록
- 박정희
- 김종오

## 역대 선거 결과
|  | 50.6% |

|  | 51.48% |

|  | 0% |

|  | 0% |

## 참고 자료
- 최영희 - 대한민국헌정회
- “제12대 참모총장 중장 최영희”. 《육군박물관》. 2016년 9월 8일에 원본 문서에서 보존된 문서. 2016년 9월 9일에 확인함.